# Rábapaty
Rábapaty là một thị trấn thuộc hạt Vas, Hungary. Thị trấn này có diện tích 21,41 km², dân số năm 2010 là 1752 người, mật độ 82 người/km².